# Добрынь (Климовский район)
Добрынь (Добринь) — деревня в Климовском районе Брянской области, в составе Сачковичского сельского поселения. 
 Расположена
в 11 км к западу от пгт Климово, в 2,5 км к северу от посёлка Воробьёвка. 
 Население — 1 человек (2010).

## История
Возникла в XIX веке (первоначальное название — Варварина Слобода); с 1861 года — в составе Малощербиничской волости, с 1923 в Климовской волости, с 1929 в Климовском районе.
С 1930-х гг. до 1951 года являлась центром Добрынского сельсовета (центр сельсовета был перенесен в Воробьёвку, при этом сельсовет назывался Добрынским до 1968); в 1968—2005 гг. — в Воробьёвском сельсовете.
По состоянию на 2019 год деревня заброшена, дома разрушены. На местное кладбище периодически захоранивают людей.
| Годы      | 1859 | 1892 | 1897 | 1926 | 1979 | 1989 | 2002 | 2010 |
| --------- | ---- | ---- | ---- | ---- | ---- | ---- | ---- | ---- |
| Население | 55   | 115  | 133  | 106  | 35   | 18   | 7    | 1    |

## Население
| 2010 | 2013 |
| ---- | ---- |
| 2    | ↗4   |